# Escalas de tempo evolutivo estelares
As estrelas são objetos astronômicos esféricos auto gravitantes luminosos, sendo sua luminosidade advinda da fusão nuclear, forma de geração de energia natural desses objetos. Conforme a estrela vai consumindo essa energia para continuar irradiando, por conta da equivalência de massa-energia de Einstein, ela também vai consumindo sua massa, o que acarreta numa menor densidade e, com isso, as forças gravitantes atuando sobre a estrela vão superando as forças internas dela, assim diminuindo o seu período de vida. A razão entre a energia ainda disponível e a taxa de consumo dessa mesma energia é definido como o tempo de vida da estrela em questão.
Já que a luminosidade de uma estrela qualquer é diretamente proporcional ao cubo de sua massa ({\displaystyle L\propto m^{3}}), é lógico deduzir que o tempo de vida de uma estrela é baseado em sua massa, de modo que quanto mais massiva uma estrela é, mais rapidamente ela gasta a sua energia, e menos tempo ela dura. Portanto o tempo de vida de uma estrela é inversamente proporcional à sua massa ({\displaystyle t\varpropto {\frac {1}{m^{3}}}}). O espaço de tempo mais duradouro da vida de uma estrela é aquele em que ela se encontra na sequência principal, gerando energia através de fusões termonucleares.
Em estrelas semelhantes ao Sol, as reações de fusões mais importantes são aquelas que convertem quatro átomos de hidrogênio (H)(quatro prótons) em um núcleo de hélio (He)(partícula α). Porém, após a reação, a massa resultante é menor do que as massas que iniciaram a reação, portanto, o que se dá a entender é que houve uma quantidade perdida de massa. Todavia, essa diferença de massa não foi perdida, mas sim convertida em energia (Falhou a verificação gramatical (SVG (MathML pode ser ativado através de uma extensão do ''browser''): Resposta inválida ("Math extension cannot connect to Restbase.") do servidor "http://localhost:6011/pt.wikipedia.org/v1/":): {\displaystyle E=mc^2}
). Segue abaixo a diferença de massa convertida em energia:
{\displaystyle 4m_{p}(H)\rightarrow 1m_{\alpha }(He)=4,0324u\rightarrow 4,0039u}
Onde u é a unidade de massa atômica.
Falhou a verificação gramatical (SVG (MathML pode ser ativado através de uma extensão do ''browser''): Resposta inválida ("Math extension cannot connect to Restbase.") do servidor "http://localhost:6011/pt.wikipedia.org/v1/":): {\displaystyle \Delta m=(4,0324-4,0039)u=0,0285u }

Falhou a verificação gramatical (SVG (MathML pode ser ativado através de uma extensão do ''browser''): Resposta inválida ("Math extension cannot connect to Restbase.") do servidor "http://localhost:6011/pt.wikipedia.org/v1/":): {\displaystyle \Rightarrow \frac{0,0285u}{4,0324u}=0,007=0,7%}

Portanto, 0,7% da massa que entra na reação é convertida em energia.
No entanto, apenas a massa que se encontra no núcleo da estrela que entra na reação nuclear que gera energia para a mesma, já que é no núcleo que se encontram as condições ideais para ocorrer a fusão nuclear (como pressão e temperatura, por exemplo). Considerando que aproximadamente 10% da massa de uma estrela se encontra em seu núcleo, significa que apenas 10% de sua massa colabora para a geração de energia através da fusão termonuclear enquanto a estrela se encontra na sequência principal. Assim sendo, a energia disponível nessa etapa da vida de uma estrela é dada por:
{\displaystyle E_{SP}=0,007\cdot 0,1\cdot m\cdot c^{2}}
No caso do Sol, sua energia enquanto ele se encontrar na sequência principal é igual a {\displaystyle 1,26\times 10^{44}J} (J significa joules).
O tempo de vida do Sol na sequência principal se dá pela seguinte forma:
Falhou a verificação gramatical (SVG (MathML pode ser ativado através de uma extensão do ''browser''): Resposta inválida ("Math extension cannot connect to Restbase.") do servidor "http://localhost:6011/pt.wikipedia.org/v1/":): {\displaystyle t_{SP}^\odot  = \frac {E_{SP}}{L} = 10^{10} anos}

Uma estrela qualquer pode ter o seu tempo de vida na sequência principal calculado com base no Sol da seguinte maneira:
{\displaystyle t_{SP}={\frac {\frac {E_{SP}}{E_{SP}^{\odot }}}{\frac {L}{L_{\odot }}}}10^{10}anos}
{\displaystyle \therefore t_{SP}={\frac {1}{(m/m_{\odot })^{2}}}10^{10}anos}
Além dessa, também existem outras maneiras de se calcular o tempo evolutivo de uma estrela.

### Tempo nuclear
Após a sequência principal, a vida de uma estrela continua, através da fusão de hidrogênio em hélio nas camadas externas da estrela, sendo que algumas estrelas, se possuírem massa e temperatura o suficiente, fundem o hélio em carbono, o carbono em oxigênio, e assim por diante até a estrela começar a fundir ferro. Nessas reações sucessivas, cerca de 0,1% da massa fundida se converte em energia.
É possível de se estimar a energia total produzida pelo Sol se se supor que 0,8% de sua massa total se converteu em energia, chegando ao resultado de {\displaystyle 1,197\cdot 10^{45}J}.
Usando a mesma fórmula anterior (energia por luminosidade), apenas substituindo a energia produzida na sequência principal pela energia produzida pela reação nuclear sucessiva, obtém-se o chamado tempo nuclear, que é o tempo que essa forma de geração de energia é capaz de sustentar a luminosidade do Sol, neste caso (supondo que a luminosidade permaneça constante), que é de {\displaystyle 10^{11}anos}. Contudo, a luminosidade após a sequência principal, quando a estrela se torna uma gigante e/ou supergigante, é de até Falhou a verificação gramatical (SVG (MathML pode ser ativado através de uma extensão do ''browser''): Resposta inválida ("Math extension cannot connect to Restbase.") do servidor "http://localhost:6011/pt.wikipedia.org/v1/":): {\displaystyle 10^6}
 que a luminosidade na sequência principal. Considerando-se que o Sol nunca queimará carbono, logo nunca chega ao 0,008 da massa inicial (no máximo, 0,6 da massa do Sol é convertida em carbono e/ou oxigênio). Esses fatores levam ao tempo pós sequência principal, que é igual a:
Falhou a verificação gramatical (SVG (MathML pode ser ativado através de uma extensão do ''browser''): Resposta inválida ("Math extension cannot connect to Restbase.") do servidor "http://localhost:6011/pt.wikipedia.org/v1/":): {\displaystyle t_{pSP}=0,1t_{SP}}

### Tempo térmico
Antes de as estrelas conseguirem produzir energia nuclear, outra fonte de energia importante em seu período de formação, período em que elas estão se contraindo, é energia resultante da contração gravitacional.
Por conservação de energia, quando a energia gravitacional diminui (devido à contração gravitacional), a energia cinética das partículas dentro das estrela aumenta. Em outras palavras, quando a estrela contrai por interação gravitacional, aumenta sua energia térmica.
Nessa fase, a energia total da estrela é dada por:
{\displaystyle E=E_{G}+E_{T}}
Onde os sobescritos representam, respectivamente, a energia gravitacional e a energia térmica.
Por se aplicar a gases ideias, onde o plasma se encaixa, o Teorema de Virial dá que a energia total é igual metade da energia gravitacional:
{\displaystyle E={\frac {E_{g}}{2}}} {\displaystyle \rightarrow E_{G}+E_{T}={\frac {E_{G}}{2}}}
Com isso, conclui-se que quando a estrela se contrai, apenas metade de sua energia é usada para aumentar a sua temperatura. A outra metade é irradiada em forma de luminosidade.
Considerando que a energia potencial gravitacional de uma esfera auto gravitante é da ordem de {\displaystyle -Gm^{2}/r} (onde r é o raio da esfera), a energia disponível para ser irradia, após ser gerada pela contração gravitacional, é dada por:
{\displaystyle {\frac {E_{G}}{2}}\simeq {\frac {1}{2}}{\frac {Gm^{2}}{r}}}
Em seu valor atual, o tempo de contração de Kelvin, ou tempo térmico (tempo em que a contração gravitacional poderia sustentar a luminosidade do Sol em seu valor atual), é dado por:
Falhou a verificação gramatical (SVG (MathML pode ser ativado através de uma extensão do ''browser''): Resposta inválida ("Math extension cannot connect to Restbase.") do servidor "http://localhost:6011/pt.wikipedia.org/v1/":): {\displaystyle t_K=\frac {1}{2} \frac{Gm^2/r}{L}}

Substituindo os valores adequadamente, sendo G a constante gravitacional, têm-se que o tempo térmico do Sol é igual a Falhou a verificação gramatical (SVG (MathML pode ser ativado através de uma extensão do ''browser''): Resposta inválida ("Math extension cannot connect to Restbase.") do servidor "http://localhost:6011/pt.wikipedia.org/v1/":): {\displaystyle 20 \cdot 10^6 anos}
.

### Tempo dinâmico
O tempo dinâmico é definido como a duração do colapso de uma estrela se as forças de pressões que se opõem à força peso das camadas externas ao núcleo fossem removidas. É o tempo de queda livre que vale:
{\displaystyle t_{d}={\sqrt {\frac {2r^{3}}{Gm}}}}
O tempo dinâmico do Sol é de {\displaystyle 1/2hora}. Ou seja, se houvesse um colapso repentino nas forças de pressão internas do Sol, por conta da distância dele da Terra, ignorando os monitoramentos do Sol via satélite, para um observador na Terra, levaria cerca de {\displaystyle 38min} para se perceber qualquer perturbação ocorrida no Sol.